# Pimpla albomarginata
Pimpla albomarginata är en stekelart som beskrevs av Cameron 1886. Pimpla albomarginata ingår i släktet Pimpla och familjen brokparasitsteklar. Inga underarter finns listade i Catalogue of Life.